# Adam Basil
Adam Basil, född den 14 april 1975, är en australisk friidrottare som tävlar i kortdistanslöpning.
Basil har två gånger ingått i australiska stafettlag på 4 x 100 meter vid internationella mästerskap.
Vid VM 2001 ingick han tillsammans med Matthew Shirvington, Steve Brimacombe och Paul Di Bella i det australiska stafettlag på 4 x 100 meter som blev bronsmedaljörer efter Sydafrika och Trinidad och Tobago.
Basil var även med i laget, tillsammans med Di Bella, Patrick Johnson och Joshua Ross, som slutade på en sjätte plats vid Olympiska sommarspelen 2004.

## Personliga rekord
- 100 meter - 10,29
- 200 meter - 21,06